# Shayetet 13

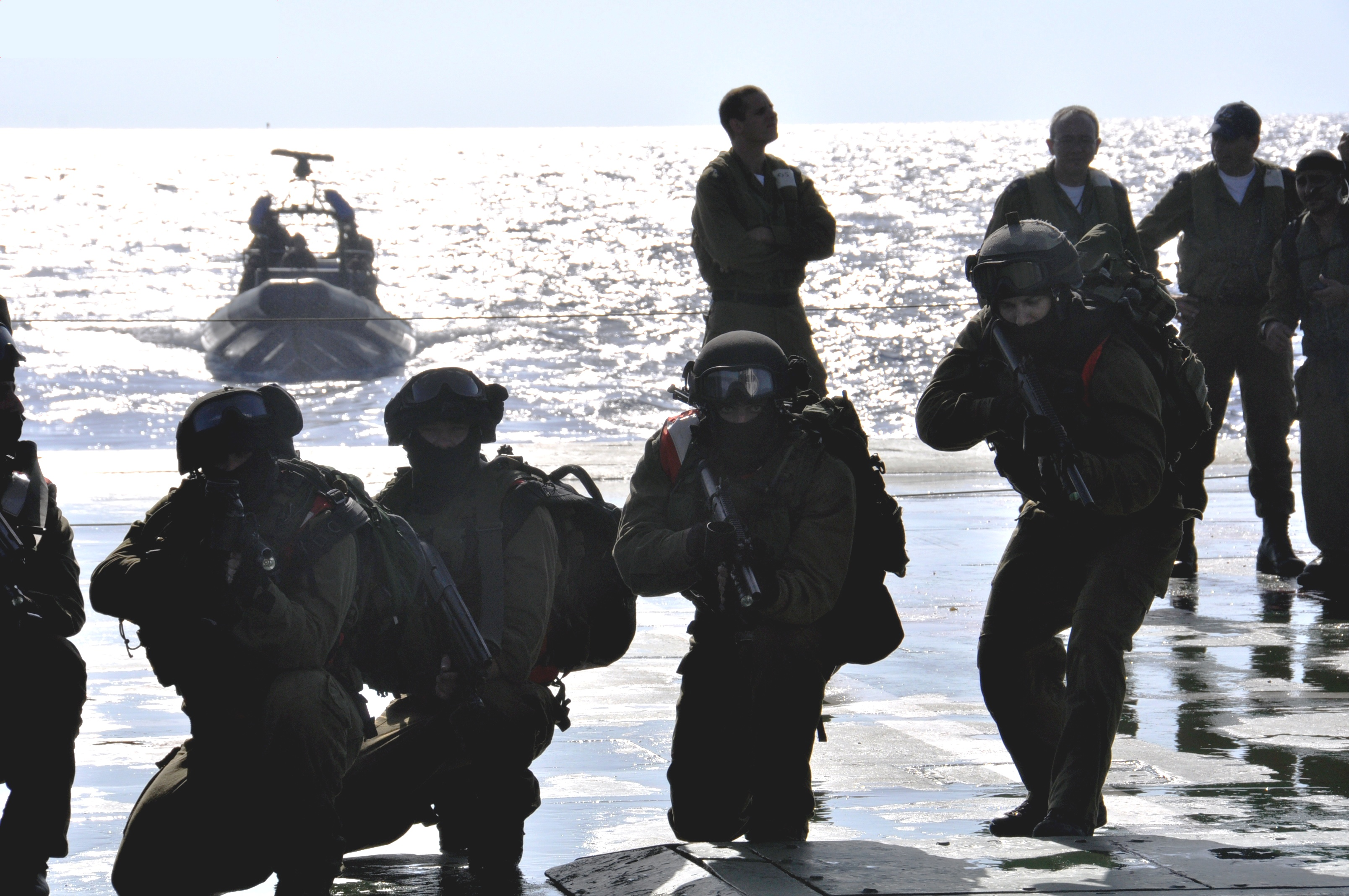
Fotografía grupal de algunos miembros de la Shayetet (en la fila delantera), 2022.

Shayetet 13 (lit. Flotilla 13), también conocida como Kommando Yami (lit. Grupo de Comando Marítimo), es una unidad de comando naval de la Armada israelí y una de las principales unidades de reconocimiento de las Fuerzas de Defensa de Israel. Shayetet 13 se especializa en incursiones marítimas, antiterrorismo, sabotaje, recopilación de inteligencia marítima, rescate de rehenes marítimos y abordaje. La unidad está entrenada para acciones marítimas, aéreas y terrestres. Ha participado en casi todas las guerras importantes de Israel, así como en otras acciones.

## Historia
Fue creada por Yohai Ben-Nun cuando el mando británico de operaciones especiales autorizó la creación de una unidad de comandos navales o Palmaj (compañía de choque) en Haganah (Ejército de Israel anterior a la independencia). Después de la guerra éstos combatieron contra los británicos, ayudando a la inmigración ilegal y destruyendo embarcaciones costeras. Cuando los británicos se retiraron de Palestina, éstos se integraron en la Marina de la Fuerza Israelí de Defensa (FID).
En 1948 desarrollaron un papel importante ya que destruyeron el buque insignia de la Marina Egipcia. A partir de aquí la Shayetet 13 se reorganizó siguiendo el modelo del SBS británico, del cual recibían instrucción junto con los equipos de operaciones especiales de la Marina francesa e italiana.
Pero en 1967 y durante la Guerra de los Seis Días, su incursión al puerto de Alejandría fracasó y no tuvieron éxito en ninguna de las misiones durante ese breve conflicto. Esto provocó que se pidiera la disolución de esta unidad, pero este fracaso sirvió para que la Shayetet 13 estableciera unos vínculos con la Sayeret Mat´kal. En 1969, hicieron una espectacular incursión sobre la estación de radar egipcia de Ras al-Adabia. Combatieron con éxito junto con el Sayeret Mat´kal sobre la posición egipcia de Green Island, y combatieron bien en la Guerra de Desgaste atacando bases palestinas en el Líbano. En 1973, causaron innumerables problemas a la Marina egipcia durante la guerra de Yom Kipur. En 1982 apoyó a la operación Paz para Galilea para invadir el Líbano, y llevaron a cabo incursiones contra las instalaciones palestinas de las costas del Líbano. Se encargaron de que ningún ataque desde el mar llegara a las costas de Israel.
En la Operación Espadas de Hierro, Shayetet 13 llevó a cabo una incursión en Sufa, un kibutz israelí ocupada por Hamás ubicada cerca de la frontera entre Israel y Gaza. Alrededor de 250 rehenes israelíes fueron rescatados durante la redada, además de la muerte de un comandante naval de Hamás, Muhammad Abu A'ali.

## Características
La Shayetet 13 es una unidad de unos trescientos hombres, con base en Atlit, en la costa mediterránea israelí. Su selección e instrucción es muy selectiva y rigurosa. En la fase inicial se prueba la capacidad física y mental de los candidatos y se incluye en ella una marcha de doscientos kilómetros en tres días. Después se pasa a la escuela de infantería de la FDI en la que se procede al entrenamiento de combate terrestre, instrucción en paracaidismo, subacuática y antiterrorismo, donde aprenden navegación, buceo, submarinismo y demoliciones. El proceso dura veinte meses antes de que el candidato entre en la Shayetet 13. El que apruebe firmará por unos dieciocho meses más de servicio.
Utilizan una gran variedad de armas; el CAR-15 norteamericano. El Subfusil MiniUzi, con silenciador, es el arma de reglamento. Cuando necesitan armamento pesado utilizan la ametralladora belga de reglamento FN MAG de 7,62 mm y la ametralladora ligera de fabricación soviética RPK. Disponen de lanzacohetes RPG-7 LAW. Los francotiradores llevan el fusil Robar SR 60 de calibre 330 Win-Mag y el fusil Barrett modelo 82A1/90 de 12,7 mm. Utilizan embarcaciones de infiltración. Disponen de las instalaciones de la Marina Israelí, incluyendo embarcaciones lanzamisiles, de patrulla y submarinos. Utilizan también la lancha Zodiac y la lancha rápida Snunit (Golondrina viajera).

## Operación contra la Flotilla de Gaza
El 31 de mayo de 2010, Shayetet 13 tomó parte en una operación contra el barco Mavi Marmara, que formaba parte de la Flotilla de la Libertad, para evitar que llegara al puerto de Gaza. El operativo logró hacerse con el control del barco, pero tuvo un resultado de 9 muertos y varias decenas de heridos entre los pasajeros del Mavi Marmara. Algunos miembros del Shayatet 13 también resultaron heridos.